# Jonas Flodager Rasmussen
Jonas Flodager Rasmussen, bolj znan kot Rasmussen, danski pevec, igralec in učitelj, * 1985, Viborg

## Kariera
Rasmussen je svojo glasbeno kariero začel kot glavni pevec skupine Hair Metal Heröes, ki je izvaja priredbe znani izvajalcev, kot so Van Halen, Europe, Bon Jovi, Def Leppard in Scorpions. Deluje tudi kot odrski igralec in nastopa v muzikalih.  Januarja 2018 je bilo potrjeno, da je eden izmed udeležencev danskega nacionalnega izbora za pesem Evrovizije 2018 s pesmijo »Higher Ground«.  Pesem je bila pozneje izdana dne 5. februarja.  Rasmussen je zmagal na izboru dne 10. februarja 2018. Postal je predstavnik Danske na Pesmi Evrovizije 2018 v Lizboni na Portugalskem.  Nastopil je v drugem polfinalu iz katerega se je prebil v finale v katerem se je uvrstil na 9. mesto z rezultatom 226 točk. 

## Osebno življenje
Rasmussen se je rodil v Viborgu na Danskem. Ima ženo in dva otroka s katerimi živijo v Langi. Študiral je dramaturgijo in glasbo na Univerzi v Aarhusu. V Aarhusu dela kot učitelj.

## Diskografija
- »Higher Ground« (2018)
- »Go Beyond« (2019)
- »Stand by Each« (2021)